# Möhrendorf

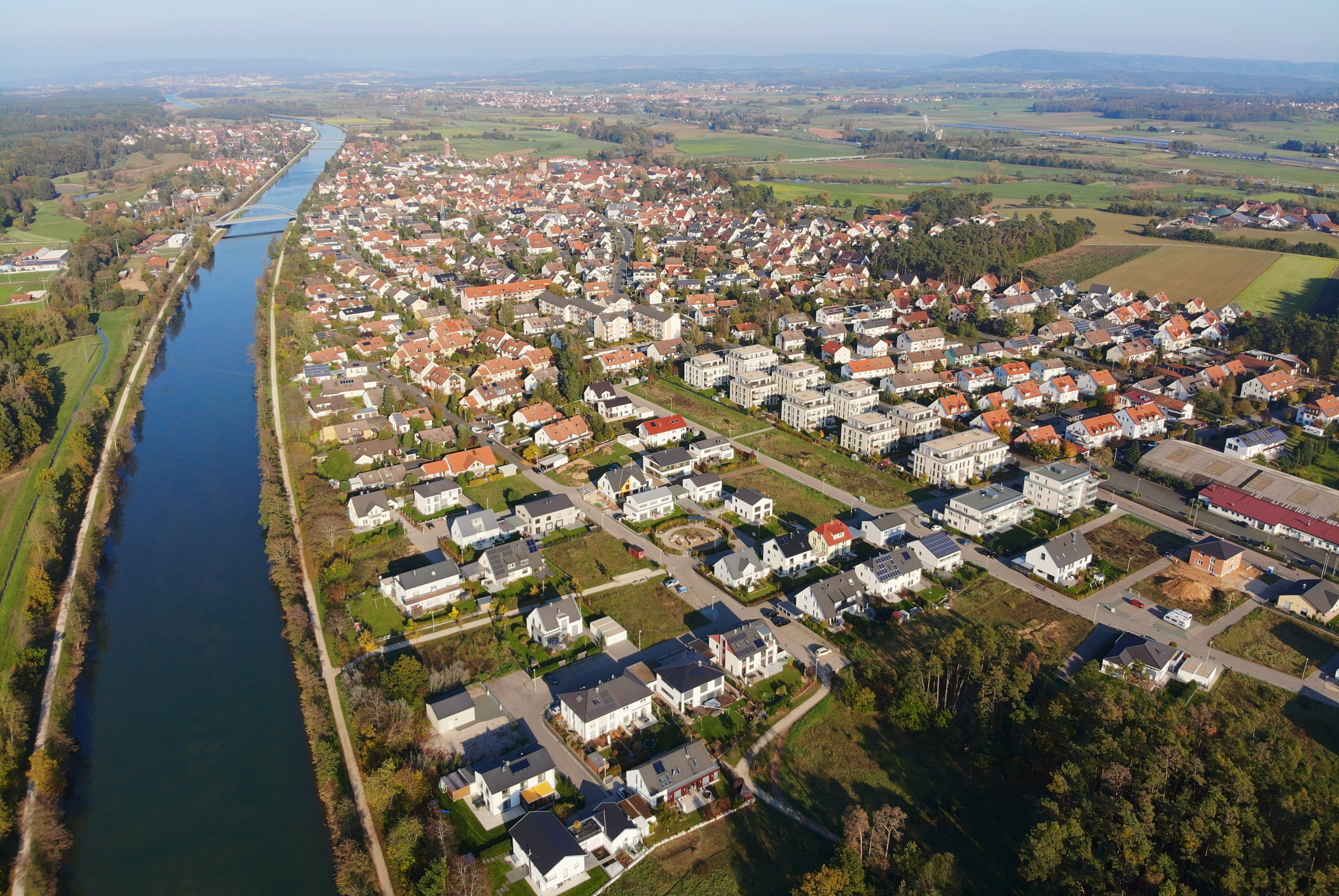
Möhrendorf Luftaufnahme (2019)

Möhrendorf (fränkisch: Meandorf oder Mandoff) ist eine Gemeinde im mittelfränkischen Landkreis Erlangen-Höchstadt. Möhrendorf ist berühmt für seine historischen Wasserschöpfräder.

## Geografie

### Geografische Lage
Der Ort liegt rund sechs Kilometer nördlich von Erlangen in der Ebene des Regnitztals, am westlichen Ufer des Flusses. Der westlich der Regnitz verlaufende Main-Donau-Kanal bildet die Grenze zum Gemeindeteil Kleinseebach. In Kleinseebach mündet die Seebach in den Main-Donau-Kanal.

### Gemeindegliederung
Es gibt drei Gemeindeteile (in Klammern ist der Siedlungstyp angegeben):
- Kleinseebach (Dorf)
- Möhrendorf (Pfarrdorf)
- Oberndorf (Weiler)

Die Kleinseebacher Mühle zählt zum Gemeindeteil Kleinseebach.
Es gibt die Gemarkungen Kleinseebach und Möhrendorf. Die Gemarkung Aisch hat eine Fläche von 8,005 km². Sie ist in 2569 Flurstücke aufgeteilt, die eine durchschnittliche Flurstücksfläche von 3115,88 m² haben. In ihr liegt neben dem namensgebenden Ort der Gemeindeteil Oberndorf.

### Nachbargemeinden
Nachbargemeinden sind (im Norden beginnend im Uhrzeigersinn): Baiersdorf, Bubenreuth, Erlangen

## Geschichte

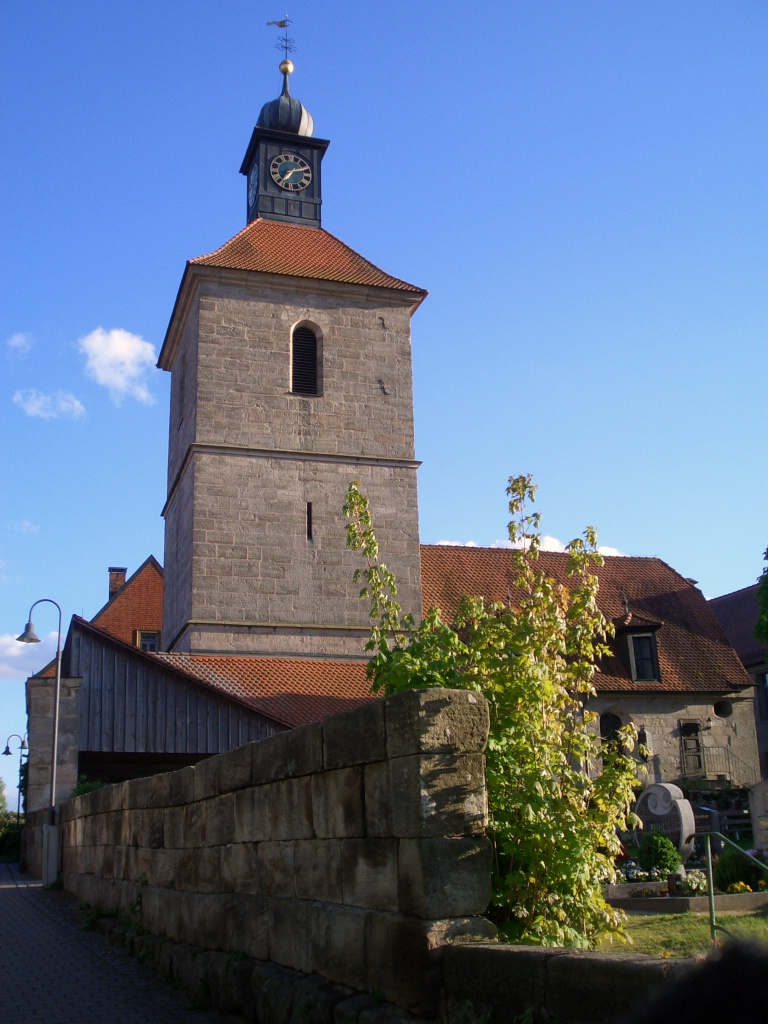
Martinskirche (St. Oswald – St. Martin)

Erste Besiedlungsspuren in der Umgebung von Kleinseebach stammen aus der Urnenfelderzeit. Die erste urkundliche Erwähnung von Möhrendorf und Kleinseebach datiert aus dem Jahr 1007, noch mit den Namen „Merdindorf“ und „Seuuaha“.
Von 1797 bis 1810 unterstand der Ort dem Justiz- und Kammeramt Erlangen. Im Rahmen des Gemeindeedikts wurde 1811 der Steuerdistrikt Möhrendorf gebildet, zu dem Kleinseebach, Kleinseebacher Mühle und Oberndorf gehörten. Mit dem Zweiten Gemeindeedikt (1818) entstanden zwei Ruralgemeinden:
- Kleinseebach mit Kleinseebacher Mühle;
- Möhrendorf mit Oberndorf.

Die Ruralgemeinde Möhrendorf war in Verwaltung und Gerichtsbarkeit dem Landgericht Herzogenaurach zugeordnet und in der Finanzverwaltung dem Rentamt Erlangen (seit 1919 Finanzamt Erlangen). Am 12. Juli 1827 wurde die Gemeinde an das Kreis- und Stadtgericht Erlangen abgetreten. Ab 1862 gehörte Möhrendorf zum Bezirksamt Erlangen (1938 in Landkreis Erlangen umbenannt). Die Gerichtsbarkeit lag beim im gleichen Jahr gebildeten Stadt- und Landgericht Erlangen (1879 in das Amtsgericht Erlangen umgewandelt). Die Gemeinde hatte 1964 eine Gebietsfläche von 8,019 km².
Möhrendorf hat sich in den vergangenen Jahrzehnten von einer landwirtschaftlich orientierten Gemeinde überwiegend zu einer Wohngemeinde entwickelt. Dazu dürfte seine gute Verkehrsanbindung innerhalb der Metropolregion Nürnberg mit eigener Anschlussstelle an der A 73 ebenso beigetragen haben wie seine Nähe zum Naherholungsgebiet Großer Bischofsweiher (Dechsendorfer Weiher) sowie zur Urlaubsregion Fränkische Schweiz.

### Ortsnamenskunde
Merdindorf leitet sich höchstwahrscheinlich von dem mittelalterlichen Personennamen Mardo ab. Die gelegentlich als Ursprung angegebenen Ableitungen vom Namen Martin (fränkisch Märtel) oder von einem mittelalterlichen Personennamen Merdin gelten als nicht plausibel. Obwohl direkte Belege für den Namen Mardo fehlen, kann dessen Existenz mit großer Sicherheit aus verschiedenen Ortsnamen rekonstruiert werden. Er geht vermutlich auf eine Person zurück, der Eigenschaften des Marders zugeschrieben wurden (z. B. kühn, verwegen, listig, vgl. Wolf). Im Jahre 1062 erschien der Ort als „Merindorf“ und im Jahre 1421 als „Merendorf“. Daraus entwickelte sich die Bezeichnung Möhrendorf.
Der Name Seuuaha (gesprochen Seewaha, abgeleitet vom althochdeutschen Begriff aha (Fließgewässer), aus dem später die Begriffe Ache und Bach entstanden) entwickelte sich zunächst zu „Sebach“, dann zu „Seebach“, später zu „Kleinseebach“ und bezieht sich auf das südlich vom Ortskern von Kleinseebach verlaufende Flüsschen Seebach. Das etwa neun Kilometer westlich an der Seebach gelegene Großenseebach wurde bei seiner ersten Erwähnung im Jahre 1348 ebenfalls als „Sebach“ bezeichnet.
Der Name Seuuaha deutet darauf hin, dass der Ort Kleinseebach möglicherweise bereits im 2. Jahrhundert gegründet wurde und vermutlich seitdem durchgehend besiedelt war. Der Name Merdindorf spricht für einen deutlich späteren Gründungszeitpunkt des Ortes Möhrendorf um das 8. Jahrhundert.

### Eingemeindungen
Die Gemeinde Kleinseebach wurde am 1. Juli 1971 eingegliedert.

### Einwohnerentwicklung
Gemeinde Möhrendorf
| Jahr      | 1818   | 1840   | 1852   | 1861   | 1867   | 1871   | 1875   | 1880   | 1885   | 1890   | 1895   | 1900   | 1905   | 1910   | 1919   | 1925   | 1933   | 1939   | 1946   | 1950   | 1961   | 1970   | 1987   | 2008   | 2013   | 2017   |
| Einwohner | 436    | 556    | 560    | 558    | 580    | 566    | 585    | 590    | 579    | 571    | 534    | 501    | 504    | 536    | 558    | 609    | 646    | 841    | 952    | 1159   | 1338   | 1531   | 3363   | 4440   | 4609   | 4879   |
| Häuser    | 65     | 83     |        |        |        | 99     |        |        | 98     | 100    |        | 104    |        |        |        | 132    |        |        |        | 154    | 245    |        | 844    |        |        | 1389   |
| Quelle    | [ 18 ] | [ 19 ] | [ 20 ] | [ 21 ] | [ 22 ] | [ 23 ] | [ 24 ] | [ 25 ] | [ 26 ] | [ 27 ] | [ 20 ] | [ 28 ] | [ 20 ] | [ 29 ] | [ 20 ] | [ 30 ] | [ 20 ] | [ 20 ] | [ 20 ] | [ 31 ] | [ 13 ] | [ 32 ] | [ 33 ] | [ 34 ] | [ 34 ] | [ 34 ] |

Ort Möhrendorf
| Jahr      | 001818 | 001840 | 001861 | 001871 | 001885 | 001900 | 001925 | 001950 | 001961 | 001970 | 001987 |
| Einwohner | 373    | 499    | 519    | 520    | 513    | 435    | 562    | 1115   | 1307   | 1501   | 2202   |
| Häuser    | 57     | 75     |        |        | 89     | 94     | 124    | 147    | 238    |        | 520    |
| Quelle    | [ 18 ] | [ 19 ] | [ 21 ] | [ 23 ] | [ 26 ] | [ 28 ] | [ 30 ] | [ 31 ] | [ 13 ] | [ 32 ] | [ 33 ] |

## Politik

### Gemeinderat
Der Gemeinderat von Möhrendorf besteht aus 16 Mitgliedern zuzüglich des 1. Bürgermeisters (Thomas Fischer, CSU). Der Gemeinderat ist auf sechs Jahre gewählt.
|      | CSU | Freie Wähler | Grüne-Bürgerforum | SPD | FDP | Gesamt   |
| 2014 | 5   | 4            | 3                 | 2   | 2   | 16 Sitze |
| 2020 | 6   | 3            | 4                 | 1   | 2   | 16 Sitze |

(Stand: Kommunalwahl am 15. März 2020)

### Wappen und Flagge
Wappen
| Wappen von Möhrendorf | Blasonierung: „Über von Silber und Schwarz geviertem Wellenschildfuß in Rot ein sechsspeichiges silbernes Wasserschöpfrad mit sechs goldenen Eimern (Kümpfen).“ |
| Wappen von Möhrendorf | Wappenbegründung: Möhrendorf ist berühmt wegen seiner Wasserschöpfräder. Daran erinnert das Wasserschöpfrad als zentrale Wappenfigur. Die Vierung von Silber und Schwarz im Schildfuß verweist auf die Territorialherrschaft der Markgrafen von Brandenburg-Bayreuth. Der Wellenschildfuß stellt die Lage der Gemeinde im Regnitztal dar und steht redend für den Ort Kleinseebach, das seit 1971 Gemeindeteil von Möhrendorf ist. Die Farben Rot und Silber stellen den Bezug zum Nürnberger Stadtwappen her und weisen auf die ehemaligen Inhaber des Herrensitzes Oberndorf hin, die zumeist aus dem Nürnberger Patriziat stammten. Die Gemeinde Möhrendorf führt seit 1985 ein Wappen. |

Flagge
Die Gemeindeflagge ist weiß-rot.

## Sehenswürdigkeiten

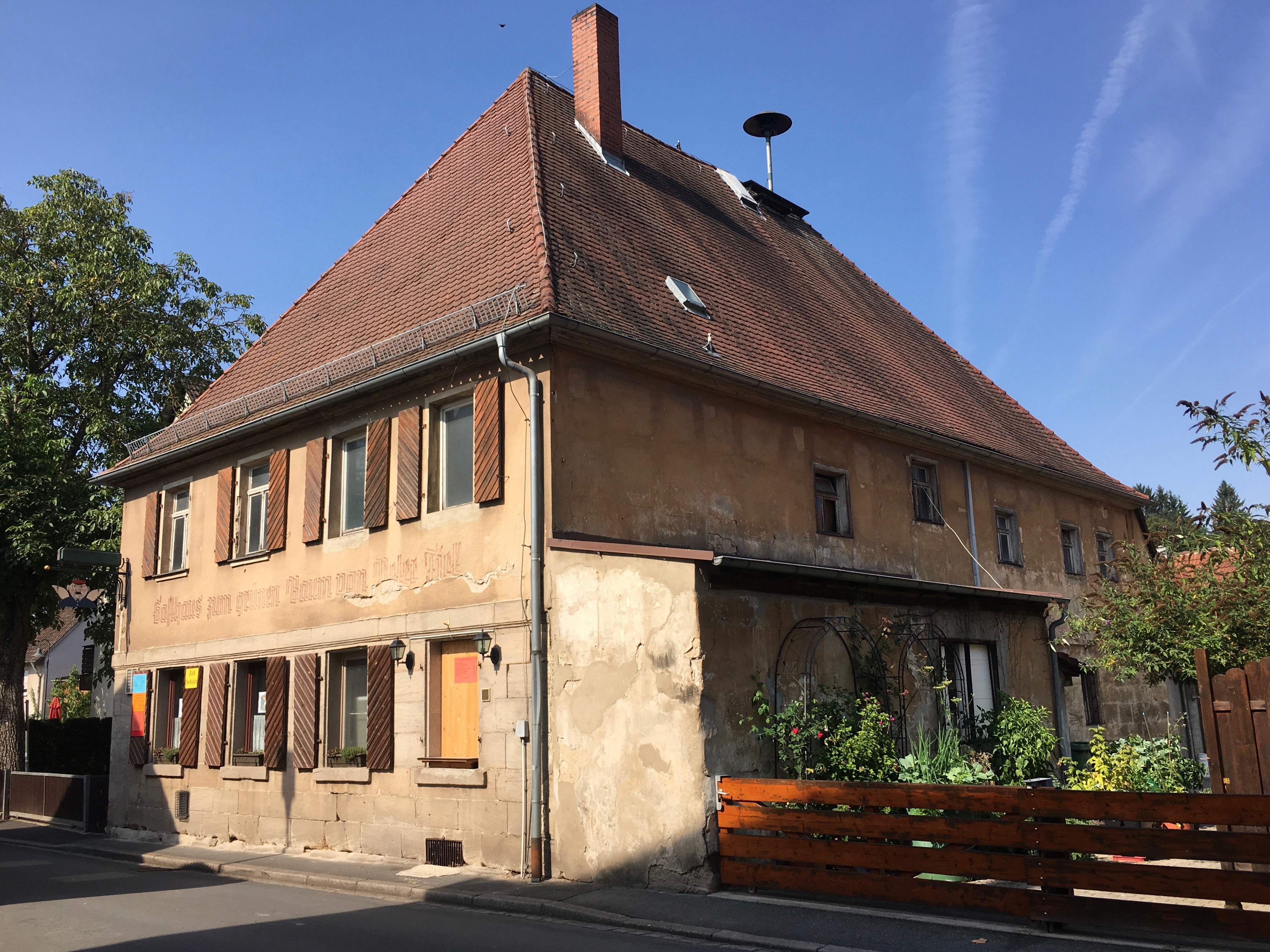
Zum Grünen Baum

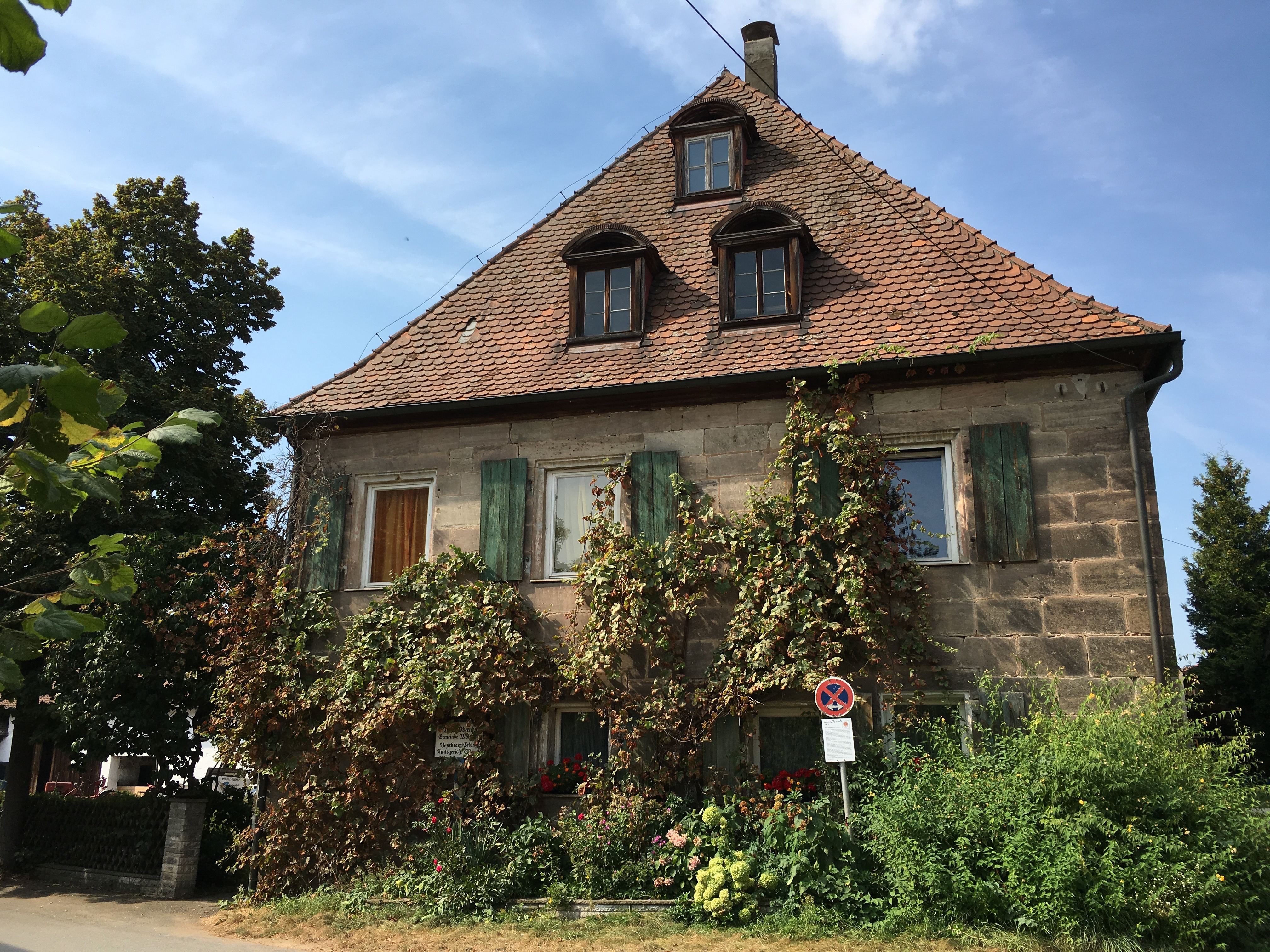
Herrensitz in Oberndorf

Der historische Ortskern von Möhrendorf wird geprägt von dem massiven Sandsteinbau der Martinskirche mit dem umliegenden Gebäudeensemble, das teilweise von der Gemeindeverwaltung benutzt wird. Das Kirchengebäude wurde nach Zerstörungen im Dreißigjährigen Krieg im Jahre 1672 in der heutigen Form wieder aufgebaut. Westlich vom Ortskern an der Hauptstraße befindet sich ein Bildstock aus Sandstein aus der Zeit um 1500 mit dem Relief einer Kreuzigungsgruppe. Die als Naturdenkmal geschützten Schwedenföhren südlich vom Ortskern wurden vermutlich im 17. Jahrhundert gepflanzt.
Der sehenswerte Ortskern von Kleinseebach ist ein für die Region typisches und gut erhaltenes Bauerndorf mit zum Teil mehrere hundert Jahre alten Gebäuden, meist in Sandsteinbauweise. In Kleinseebach gibt es eine große Eiche und eine uralte Baumgruppe, die als Naturdenkmale geschützt sind.

## Kopfeichen als Lebensraum für seltene Tierarten
Über 130 alte Kopfeichen werden in Möhrendorf nach einem Konzept des Landschaftspflegeverbands Mittelfranken von einem erfahrenen Baumpfleger mit ortsansässigen Landwirten gepflegt. Die typische knorrige Form der Eichen entsteht dadurch, dass sie alle zwei bis drei Jahre zurückgeschnitten werden. Die neu ausgetriebenen Zweige finden zum Teil noch heute als Holznägel für die Möhrendorfer Wasserschöpfräder Verwendung.
Am Wanderparkplatz nordöstlich des Sportplatzes wird auf einer Infotafel die historische und ökologische Bedeutung des wenige Schritte entfernten Kopfeichen-Areals erläutert, das einen Lebensraum für seltene Tierarten, wie Eremit und Hirschkäfer bietet.

## Wasserschöpfräder

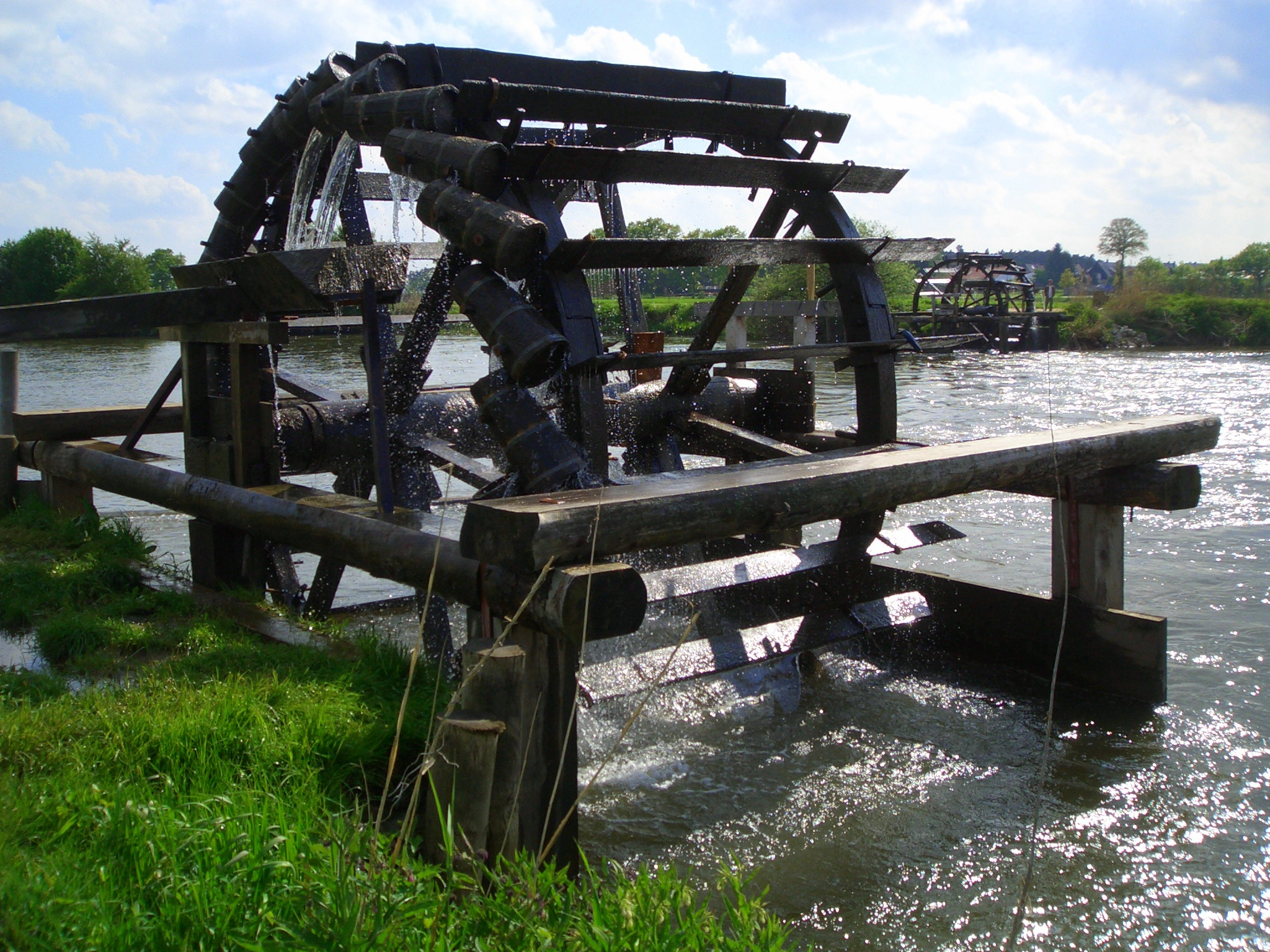
Wasserschöpfräder – im Vordergrund das Schmiedsrad, im Hintergrund das Rinig-Rad

Eine Besonderheit in Möhrendorf sind die etwa zehn Wasserschöpfräder an der Regnitz, die zu den letzten ihrer Art in Mitteleuropa gehören. Sie schöpfen mit am Rad befestigten Holzeimern das wärmere und sauerstoffreiche Oberwasser aus dem Fluss in ein Rinnen-System zur Bewässerung der Felder und machen dadurch die anliegenden Wiesen besonders ertragreich.
Die Bewässerung ermöglichte statt einer drei Mahden (Ernten) von Heu und Grummet im Jahr. Das Wasser floss aus den Kümpfen
(Eimern) des Schöpfrads in eine hölzerne Rinne und dann in ein ausgedehntes Grabensystem. Da ein Rad durchaus 8 ha Wiesen
verschiedener Eigentümer bewässern konnte, waren die Wässerungszeiten der einzelnen Grundstücke minutiös festgelegt.

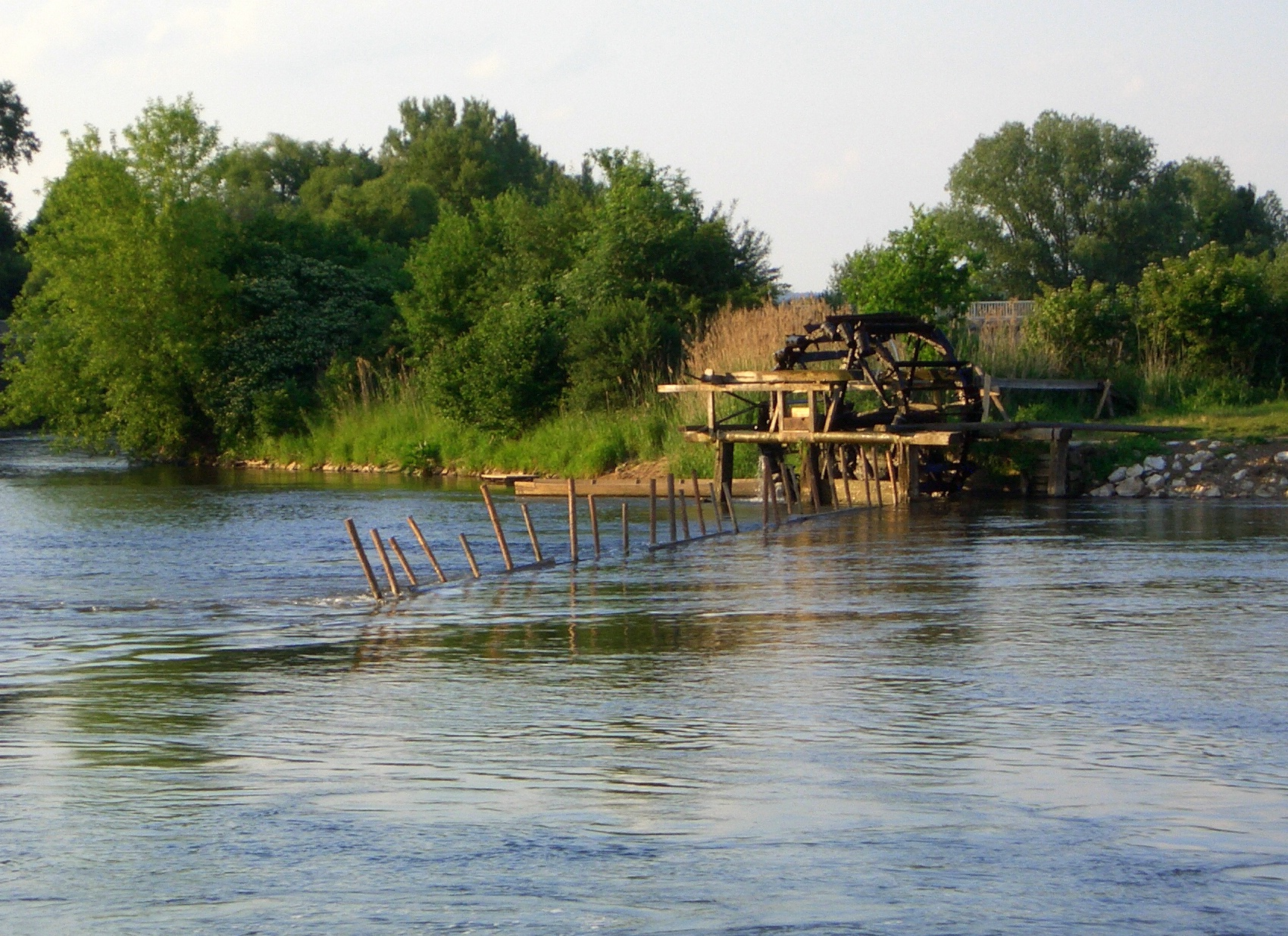
Das Vierzigmannrad mit Stauwehr (Flügel)

Die Möhrendorfer Wasserschöpfräder sind bereits für den Anfang des 15. Jahrhunderts belegt. Im Jahre 1805 waren an der Regnitz zwischen Fürth und Forchheim auf einer Länge von ca. 25 Flusskilometern noch etwa 190 solche Wasserräder in Betrieb, so viele wie an keinem anderen Fluss in Mitteleuropa. Gemäß der in Teilen heute noch gültigen Baiersdorfer Wasserordnung aus dem Jahre 1693 dürfen diese nur von 1. Mai bis 30. September betrieben werden. Die wuchtigen Holzkonstruktionen, die an Mühlräder erinnern, werden heutzutage von ehrenamtlichen Helfern zu Beginn der Sommersaison aufgestellt und am Ende der Saison abgebaut und eingelagert (siehe auch Regnitz).
Ein stilisiertes Wasserschöpfrad befindet sich im Gemeindewappen von Möhrendorf, ebenso im Wappen des Landkreises Erlangen-Höchstadt.

## Bildung
In Möhrendorf gibt es drei Kindergärten (in Trägerschaft der katholischen bzw. evangelischen Kirchengemeinde sowie des Paritätischen Wohlfahrtsverbandes) mit zusammen etwa 190 Kindergartenplätzen und eine Grundschule mit etwa 200 Schülern. Ein Waldkindergarten in Vereinsträgerschaft wurde im Herbst 2014 eröffnet. Zudem gibt es zwei Kinderkrippen mit insgesamt 4 Gruppen und 60 Plätzen.
Hinzu kommen noch drei weitere von Vereinen getragene Vorkindergärten.
Seit Herbst 2013 sind nun auch erstmals zwei Hortgruppen verfügbar.

## Kirchen

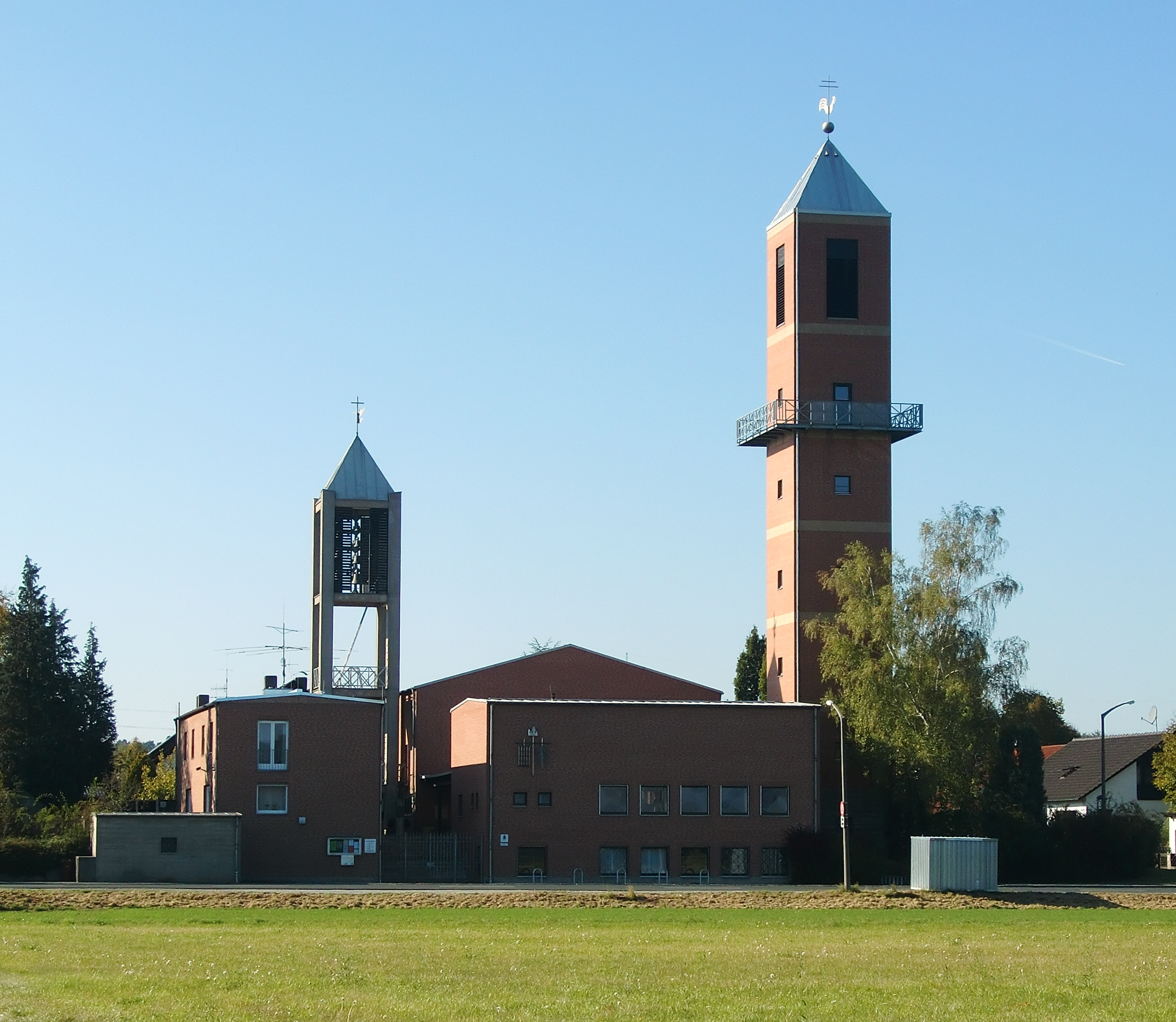
St.-Laurentius-Kirche in Möhrendorf

Die evangelisch-lutherische Kirchengemeinde hält ihre Gottesdienste aus Platzgründen nicht mehr in der historischen Kirche St. Oswald und St. Martin ab, sondern in der 1973 neu errichteten St.-Laurentius-Kirche an der Kleinseebacher Straße. Der weithin sichtbare freistehende Turm (Campanile) dieser Kirche wurde erst Anfang der 1990er Jahre ergänzt. Sein Bau wurde durch die Großspende eines Erlanger Mineralölunternehmers ermöglicht und führte zu erheblichem Widerstand in Teilen der Möhrendorfer Bevölkerung. Die Auseinandersetzungen um den Bau des Turmes sorgten überregional für Schlagzeilen.
Die katholische Kirchengemeinde hält ihre Gottesdienste in der südwestlich des Zentrums gelegenen St.-Elisabeth-Kirche ab, die 1969 geweiht wurde.
2011 waren 30 % der Bewohner katholisch und 45 % evangelisch. Die restlichen 25 % gehörten entweder einer anderen oder keiner Religion an. Damit ist Möhrendorf religiös fast gleich strukturiert wie Mittelfranken, aber der Anteil der katholischen und evangelisch Christen ist umgekehrt als in Bayern, und die Religiosität ist gleich wie in Franken deutlich höher als in Deutschland.

## Glockenspiel
Das Glockenspiel der St.-Laurentius-Kirche besteht aus 29 Glocken. Jeden Mittag ertönt über die Automatik das Lied Üb immer Treu und Redlichkeit, das sich der Stifter des Glockenspiels in Erinnerung an das Potsdamer Glockenspiel gewünscht hat. Hundert verschiedene geistliche und weltliche Melodien erklingen über den Tag und das Jahr verteilt. Die sechs großen Läuteglocken und die kleinen Glockenspielglocken können auch über ein klavierartiges Manual gespielt werden. Dabei sind die „Tasten“ etwa 40 cm lange Hebel, die mit der Faust angeschlagen werden. Regelmäßig finden auch Glockenkonzerte statt.

## Sonstige Einrichtungen
Möhrendorf verfügt über einen Supermarkt mit Postagentur, eine Apotheke, drei Allgemeinärzte, drei Zahnärzte, einen Getränkemarkt sowie eine Sparkassen-Filiale, einen Schuh- und Schlüsseldienst, einen Zaunhändler sowie verschiedene Einzelhändler, Handwerksbetriebe, Metzgereien und Bäckereien. Es gibt mehrere Gasthäuser, Restaurants und Biergärten.
Größter Arbeitgeber ist das Softwarehaus imbus AG.
Möhrendorf und Kleinseebach haben eigene Freiwillige Feuerwehren.

## Kultur
Die im Jahre 1839 erbaute, an der Regnitz gelegene ehemalige Mühle von Kleinseebach wurde 1992 bis 2016 mit dem Namen Mühlentheater als Kleinkunstbühne genutzt. Betrieben und von Gerd Fischer bespielt. Angeboten wurden Theater-, Musical-, Kabarett-Aufführungen sowie ein Kleinkunstbetrieb mit angegliederter Gastronomie. Die Mühle steht unter Denkmalschutz und besteht aus der Mühle, einem Wohnhaus und Nebengebäuden. Die ehemalige Schleif- und Pulvermühle, die sogenannte Kleinseebacher Mühle, besteht aus dem Wohnhaus, einem zweigeschossigen Sandsteinquaderbau mit Satteldach, Fledermausgauben und Gesimsgliederung von 1836, im Kern wohl älter, dem zweigeschossigen Mühlenbau aus dem 18./19. Jahrhundert und der ehemaligen Schleife, nach 1900 Pulvermühle, einem langgestreckten zweigeschossigen klassizistischen Sandsteinquaderbau mit dreigeschossigem Mittelrisalit von 1839–1842, bezeichnet „1839“.

## Verkehr
Die Kreisstraße ERH 31/ER 4 verläuft nach Dechsendorf zur Staatsstraße 2240 (4,5 km südwestlich) bzw. zur Anschlussstelle 30 der Bundesautobahn 73 und weiter zur Staatsstraße 2244 (1 km südöstlich) zwischen Baiersdorf (2,25 km nordöstlich) und Bubenreuth (0,75 km südwestlich). Die Kreisstraße ERH 32 verläuft über Kleinseebach zur Kreisstraße ERH 5 zwischen Baiersdorf (1,25 km östlich) und Röttenbach zur Staatsstraße 2259 (6 km westlich).
Seit Juni 2006 steht ein zusätzlicher Fuß- und Fahrradweg nach Bubenreuth zur Verfügung, der die A 73 auf einer separaten Brücke überquert. Die Gemeindeverbindungsstraße nach Erlangen ist für den Autoverkehr gesperrt und daher bei Radfahrern und Inline-Skatern sehr beliebt.
Über die VGN-Buslinie 254 sind Kleinseebach und Möhrendorf mit Erlangen verbunden (ca. 10–20 Minuten Fahrtzeit). Die VGN-Buslinie 252 verbindet Kleinseebach und Möhrendorf mit Bubenreuth und Baiersdorf.
Der durch das Gemeindegebiet verlaufende Main-Donau-Kanal wird pro Tag durchschnittlich von etwa 20 Frachtschiffen sowie vereinzelt von Ausflugsschiffen befahren. Die beiderseits des Kanals auf den Deichen verlaufenden Wege in Richtung Fürth/Nürnberg bzw. in Richtung Baiersdorf/Bamberg werden als Fuß- und Radwege genutzt.

## Söhne und Töchter der Stadt
- Wolfgang Heinrich Puchta (1769–1845), Rechtswissenschaftler und Richter
- Michael Ritzer (1904–1997), Werkzeugmacher, Gewerkschafter, Politiker, Träger des Bundesverdienstkreuzes